# جامعات القرميد الأحمر

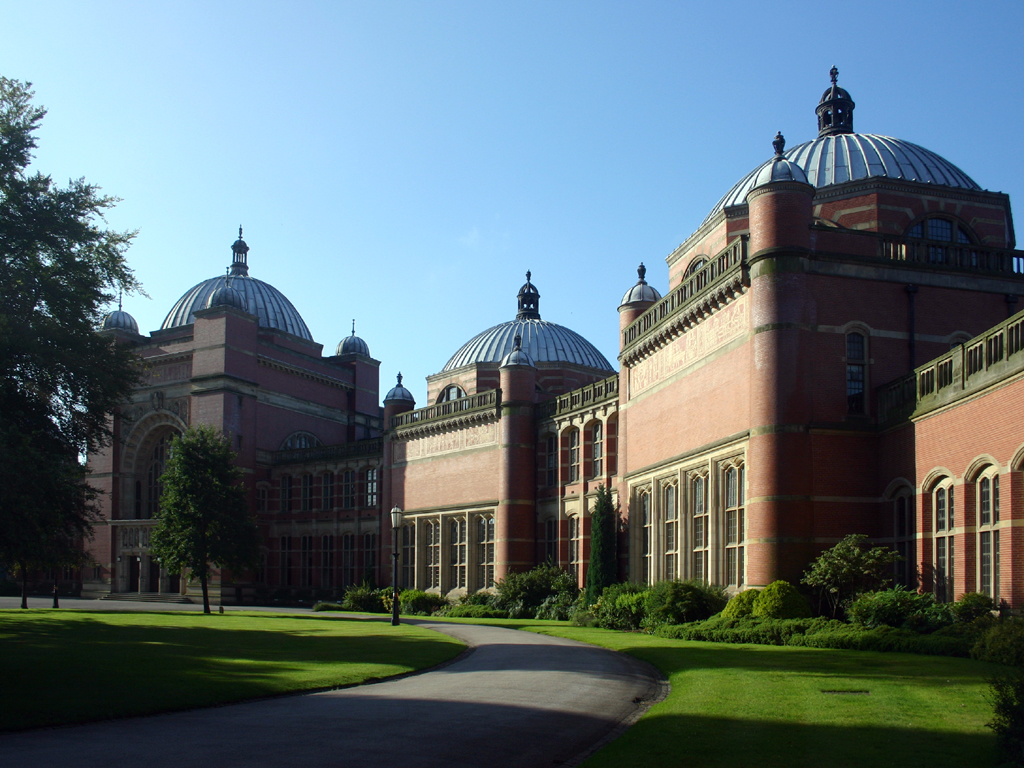
مبنى أستون ويب, جامعة برمنجهام

جامعات القرميد (الطوب) الأحمر هو مصطلح يستخدم للإشارة غير الرسمية إلى ست جامعات خاصة تأسست في المدن الصناعية الكبرى من إنكلترا، كل منها حازت على مركز الجامعة قبل الحرب العالمية الأولى، وكانت بداياتها منشئات لتعليم العلوم العامة و/أو كليات الهندسة، وقد تمت صياغة هذا المصطلح لأن هذه المؤسسات كانت جديدة في ذلك العصر، وبالتالي اعتبرتها الجامعات العريقة محدثة النعمة، وقد توقف هذا الوصف مع انتشار الجامعات في الستينيات من القرن الماضي وإعادة تصنيف المعاهد الفنية في عام 1992، المؤسسات الستة  أعضاء في مجموعة راسل للجامعات (الذي يتلقى ثلثي جميع منح تمويل البحوث في المملكة المتحدة).

## الجامعات المكونة
- جامعة برمنجهام - منحت الميثاق الملكي في عام 1900
- جامعة ليفربول - منحت الميثاق الملكي في عام 1903
- جامعة ليدز - منحت الميثاق الملكي في عام 1904
- جامعة شيفيلد - منحت الميثاق الملكي في عام 1905
- جامعة بريستول - منحت الميثاق الملكي في عام 1909
- جامعة مانشستر - تأسست عام 2004 عبر اندماج جامعة فيكتوريا في مانشستر (1851) ومعهد جامعة مانشستر للعلوم والتقنية (1824)

## معرض الصور

جامعات الطوب الأحمر
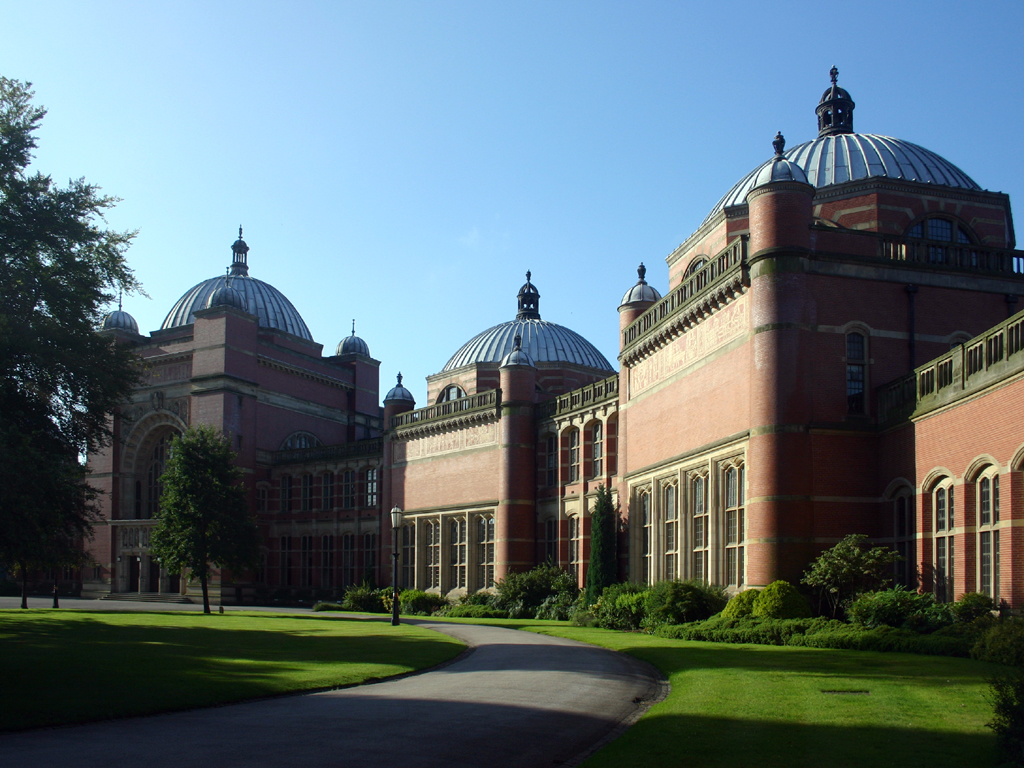
جامعة برمنجهام
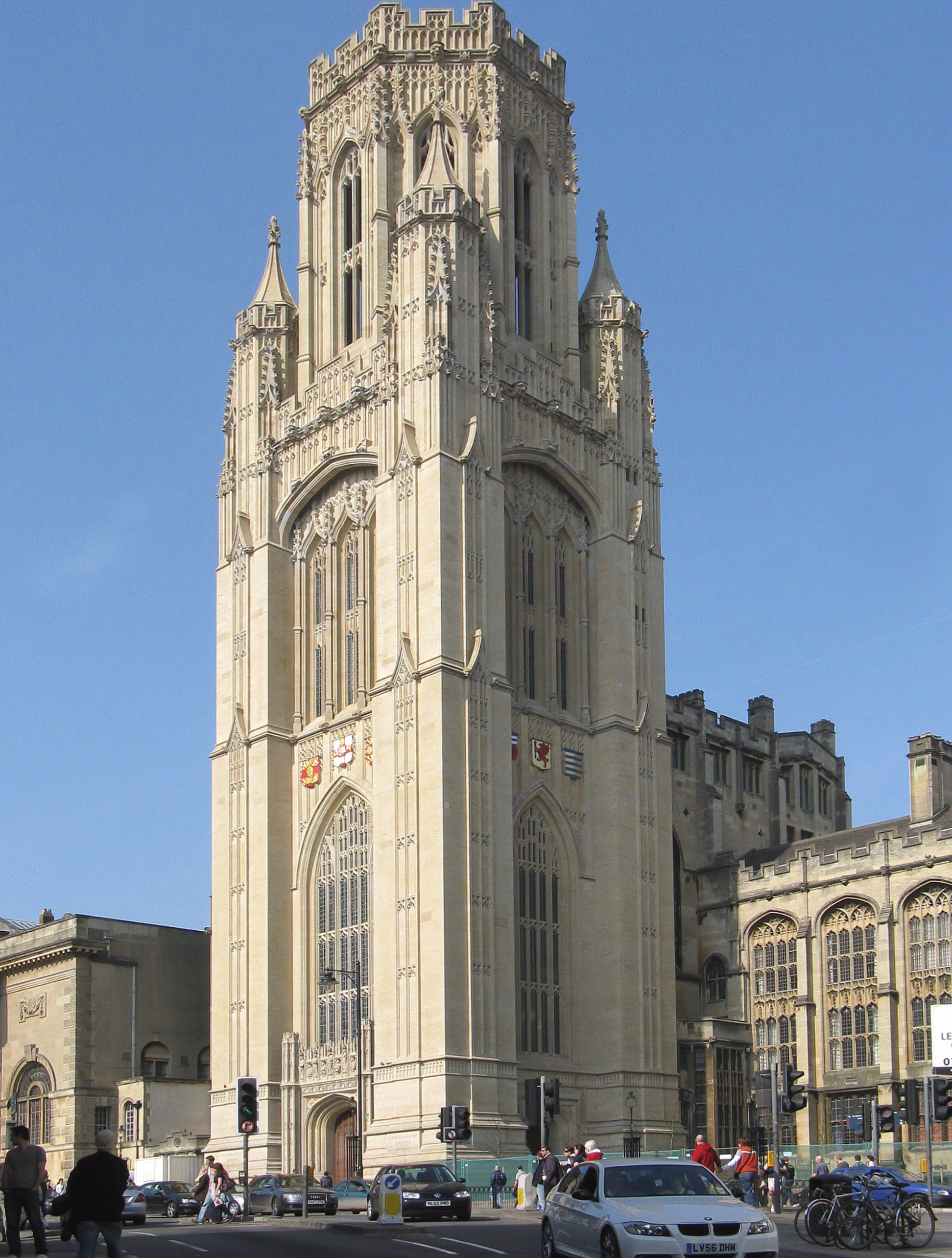
جامعة بريستول
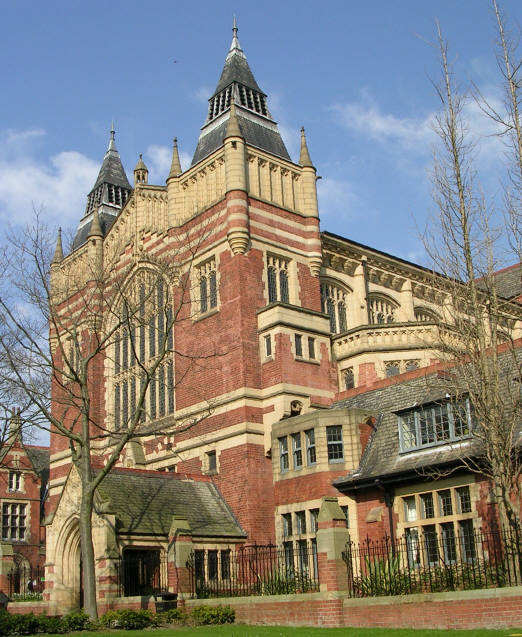
جامعة ليدز
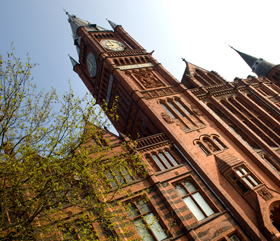
جامعة ليفربول
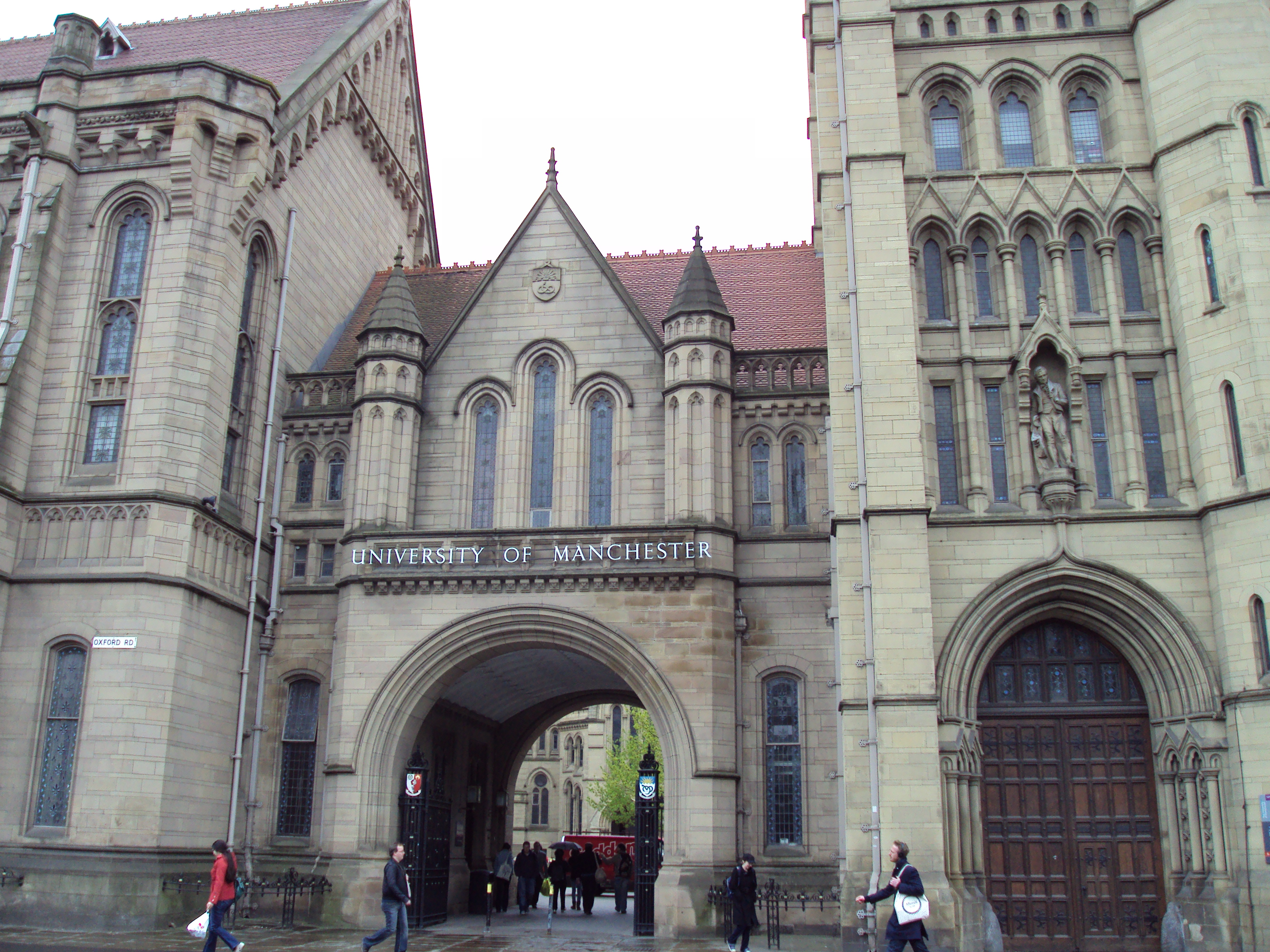
جامعة مانشستر
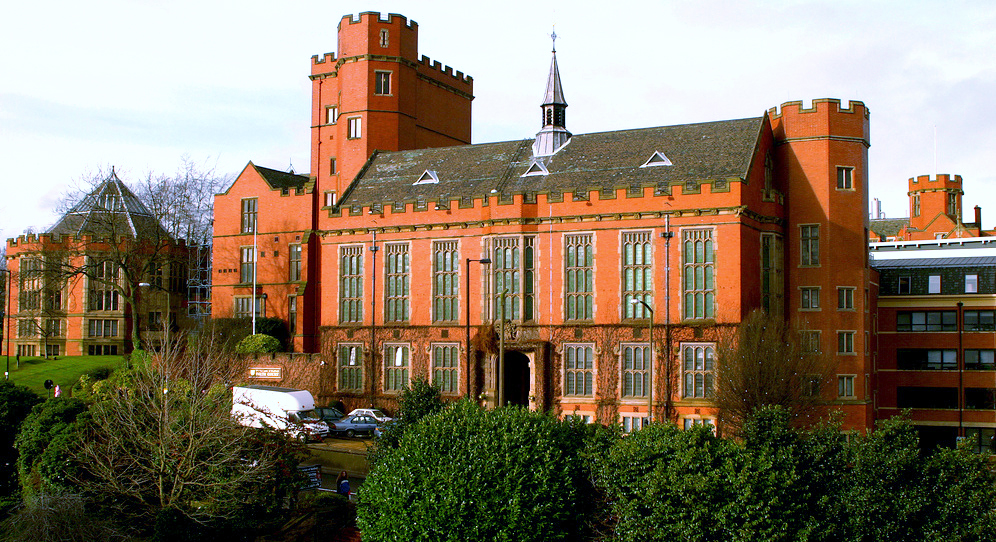
جامعة شيفيلد

## وصلات خارجية
- الموقع الرسمي لجامعة برمنجهام
- الموقع الرسمي لجامعة ليفربول
- الموقع الرسمي لجامعة ليدز
- الموقع الرسمي لجامعة شيفيلد
- الموقع الرسمي لجامعة بريستول
- الموقع الرسمي لجامعة مانشستر